# Макул (Мисисипи)
Макул (енгл. McCool) град је у америчкој савезној држави Мисисипи.

## Демографија
По попису из 2010. године број становника је 135, што је 47 (-25,8%) становника мање него 2000. године.
| Група             | 2000.       | 2010.       |
| Белци             | 133 (73,1%) | 114 (84,4%) |
| Афроамериканци    | 47 (25,8%)  | 19 (14,1%)  |
| Азијати           | 1 (0,5%)    | 0 (0,0%)    |
| Хиспаноамериканци | 0 (0,0%)    | 1 (0,7%)    |
| Укупно            | 182         | 135         |